# Stazione di Kriens Mattenhof
La stazione di Kriens Mattenhof è una fermata ferroviaria della linea del Brünig a servizio dei quartieri di Mattenhof, del comune di Kriens, e di Brändi, del comune di Horw.
È gestita dalla Zentralbahn (ZB).

## Storia
La fermata fu aperta nel 2003.

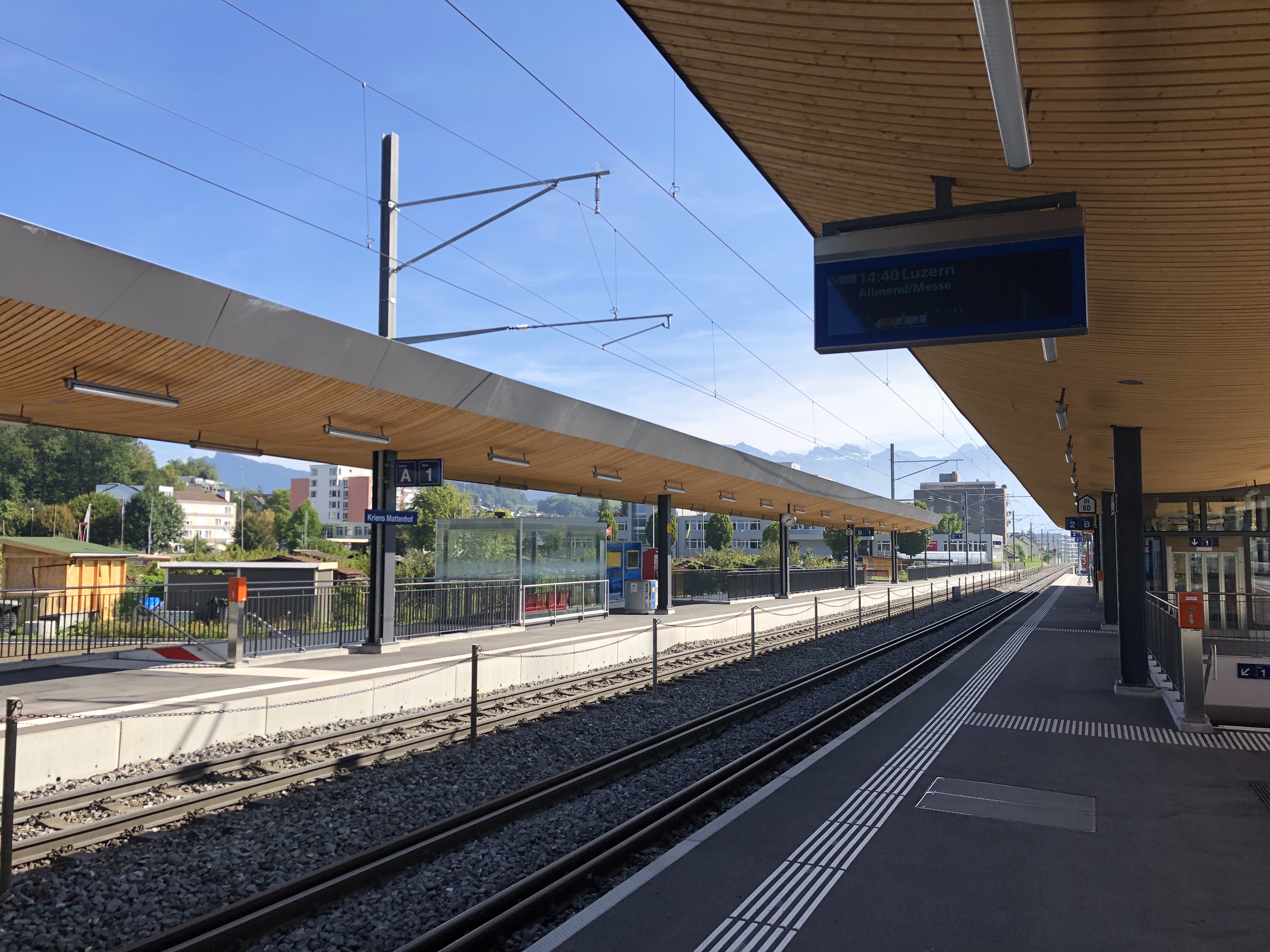
Il piazzale binari della stazione. Si noti il binario a quattro rotaie sulla destra.

Fin dall'inizio, l'impianto presentava alcune carenze strutturali non adatte a servire un volume di viaggiatori sempre più crescente. Di conseguenza, nella seconda metà degli anni Dieci, la ZB effettuò alcuni investimenti che aumentarono la lunghezza delle banchine da 90 a 190 m. Furono costruite nuove pensiline, ascensori e rampe di scale e un sottopasso. I lavori risultavano conclusi nel 2020, ma, a causa della pandemia di COVID-19, fu necessario spostare la cerimonia inaugurale al 25 settembre 2021.

## Strutture ed impianti
Il piazzale è composto dai due binari di corsa della linea ferroviaria.
Il primo binario, in senso dispari, è a scartamento ridotto da 1000 mm, mentre il secondo, in senso pari, è a doppio scartamento ferroviario a quattro rotaie: le due più esterne sono distanti tra loro 1435 mm, mentre quelle più interne solo 1000 mm.
Entrambi i binari sono adibiti al servizio passeggeri e dotati di banchine, collegate tra loro da un sottopassaggio, e di pensiline.

## Movimento

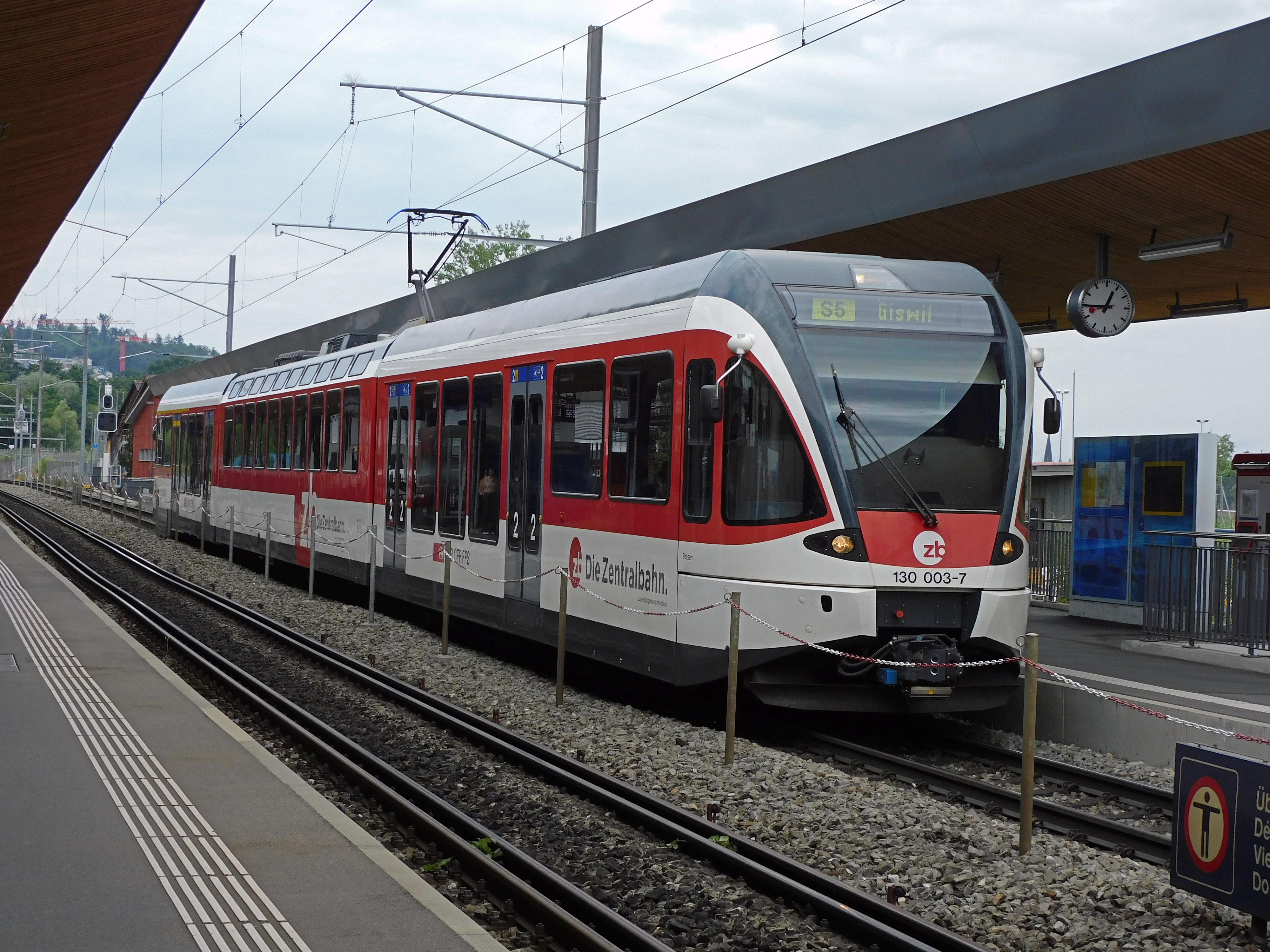
L'ADe 130.003 effettua servizio sulla S5 per Giswil.

La stazione è servita da tre linee della rete celere di Lucerna:
- la S4 (Lucerna-Wolfenschiessen)
- la S5 (Lucerna-Giswil)
- la S41, servizio di rinforzo che ha Horw come capolinea

## Servizi
- Biglietteria automatica
- Servizi igienici

## Interscambi
- Autobus urbani